# Takuja Takagi
Takuja Takagi (japonsko 高木 琢也), japonski nogometaš in trener, 12. november 1967.
Za japonsko reprezentanco je odigral 44 uradnih tekem.